# Ryton-on-Dunsmore
Ryton-on-Dunsmore is een civil parish in het bestuurlijke gebied Rugby, in het Engelse graafschap Warwickshire met 1813 inwoners. Het ligt net buiten Coventry.

## Autofabriek
In 1939 ontwikkelde de Rootes Group hier een fabriek voor vliegtuigmotoren. In 1946 werd dit een autofabriek. Achtereenvolgens Rootes, Chrysler Europe, en PSA bouwden hier auto's, tot de productie eind 2006 werd gestaakt.